# Allen Robinson
Pour les articles homonymes, voir Robinson.
(en) Statistiques sur pro-football-reference
Allen Bernard Robinson II, né le 24 août 1993 à Détroit, est un joueur professionnel américain de football américain évoluant depuis 2014 dans la National Football League (NFL) au poste de wide receiver et jouant pour les Giants de New York depuis la saison 2024.
Au niveau universitaire, il joue pour les Nittany Lions de Penn State pendant trois saisons (2011-2013) dans la NCAA Division I FBS avant d'être sélectionné lors du deuxième tour de la draft 2014 de la NFL par la franchise des Jaguars de Jacksonville.
Il y joue pendant quatre saisons (2014-2017) et passe ensuite chez les Bears de Chicago (2018-2021), les Rams de Los Angeles (2022), les Steelers de Pittsburgh (2023) et les Giants de New York en 2024.
En fin de saison 2015, il est sélectionné pour le Pro Bowl 2016.

## Biographie

### Carrière universitaire
Étudiant à l'université d'État de Pennsylvanie, il y joue pour son équipe des Nittany Lions de Penn State dans la NCAA Division I FBS de 2011 à 2013.
Durant son séjour, il remporte le trophée Richter–Howard (en)  du meilleur receveur de la saison en Big Ten Conference en 2012 et 2013.
Il est sélectionné dans la première équipe de la Big 10 en 2012 et 2013. Il est de plus reconnu par consensus joueur All-American en 2013.

### Carrière professionnelle
| Taille              | Poids           | Bras          | Main          | Sprint   | Sprint   | Sprint   | Shuttle 20 yards | 3 cones drill | Détente       | Détente             | Développé couché | Test Wonderlic |
| Taille              | Poids           | Bras          | Main          | 40 yards | 10 yards | 20 yards | Shuttle 20 yards | 3 cones drill | verticale     | horizontale         | Développé couché | Test Wonderlic |
| 1,90 m (6 ft 2⅝ in) | 100 kg (220 lb) | 81 cm (32 in) | 24 cm (9½ in) | 4,60 s   | 1,53 s   | 2,59 s   | 4,00 s           | 7,00 s        | 99 cm (39 in) | 3,23 m (10 ft 7 in) | -                | -              |

#### Draft
Il est sélectionné en 61e choix global lors du deuxième tour de la draft 2014 de la NFL par la franchise des Jaguars de Jacksonville et y signe ensuite un contrat rookie d'une durée de quatre saisons.

#### Jaguars de Jacksonville (2014-2017)
Il inscrit son premier touchdown professionnel lors de la 7e semaine contre les Browns de Cleveland après avoir réceptionné une passe de Blake Bortles. Alors qu'il menait les Jaguars au nombre de yards en réceptions, il se blesse au pied lors de la 10e semaine contre les Cowboys de Dallas et manque le reste de la saison.
Il se démarque durant la saison 2015 en gagnant 1 400 yards en 80 réceptions et en inscrivant 14 touchdowns, menant la ligue dans cette statistique à égalité avec Doug Baldwin et Brandon Marshall. Il est le premier receveur des Jaguars depuis Jimmy Smith en 2005 à gagner au moins 1 000 yards en réceptions.
Il se blesse à un genou lors de la première rencontre de la saison 2017, au cours du premier quart temps du match contre les Texans de Houston. Sa blessure se révèle être une déchirure du ligament croisé antérieur, ce qui met déjà fin à sa saison.

#### Bears de Chicago (2018-2021)
Après quatre saisons avec les Jaguars, il signe en mars 2018 avec les Bears de Chicago pour trois saisons et un montant de 42 millions de dollars.
Robinson termine la saison 2018 avec 55 réceptions pour un gain de 754 yards et quatre touchdowns. Il reçoit une note de 77,7 de Pro Football Focus qui le classe 28e des wide receivers 2018 de la ligue. Il joue son premier match de phase finale, lors du match de wild card perdu 15 à 16 contre les Eagles. Il établit deux records de sa franchise avec 10 réceptions (égalisant la performance de Matt Forté et 143 yards gagnés en réceptions lors d'un match de série éliminatoire,.
Lors de la défaite 13 à 21 en 15e semaine de la saison 2019 contre les Packers, Robinson effectue sept réceptions pour un gain de 125 yards et atteint ainsi, pour la première fois depuis 2015, les 1 000 yards gagnés en réceptions sur une saison. Il devient également le premier wide receiver des Bears à atteindre les 1 000 yards depuis Alshon Jeffery en 2014. Robinson termine sa saison avec 98 réceptions pour un total de 1 147 yards et sept touchdowns.
En 15e semaine de la saison 2020, lors de la victoire 41 à 17 contre son ancienne équipe des Jaguars, il gagne 103 yards et dépasse pour la première fois de sa carrière les 100 réceptions sur une saison. Il termine la saison avec 102 réceptions pour un gain total de 1 250 yard et six touchdowns et rejoint Matt Forté à la deuxième place du classement du plus grand nombre de réceptions sur une saison de sa franchise.
Le 9 mars 2021, les Bears placent le franchise tag sur Robinson. Il y signe le 24 mars une offre de contrat d'un an.Il termine la saison 2021 avec 38 réceptions pour un gain cumulé de 410 yards et un touchdown au cours des douze matchs qu'il a joué.

#### Rams de Los Angeles (2022)
Le 17 mars 2022, Robinson signe un contrat d'une durée de trois ans pour un montant de 46,5 millions de $ avec les Rams de Los Angeles.
Il dispute les dix premières rencontres de la saison totalisant 33 réceptions pour un gain de 339 yards et trois touchdowns. Il est ensuite placé dans la liste des blessés le 29 novembre 2022.

#### Steelers de Pittsburgh (2023)
Le 19 avril 2023, Robinson est transféré des Rams aux Steelers de Pittsburgh.

#### Gaints de New York (2024)
Le 9 mai 2024, Robinson signe pour un an avec les Giants de New York,.

## Statistiques

### Universitaires
| Année       | Équipe                      | Statut      | MJ |     | Courses | Courses | Courses | Courses |       | Passes réceptionnées | Passes réceptionnées | Passes réceptionnées | Passes réceptionnées |  | Fumbles | Fumbles |
| Année       | Équipe                      | Statut      | MJ | Nb. | Yards   | Moy.    | TD      | Nb.     | Yards | Moy.                 | TD                   | Nb.                  | Perdus               |  |         |         |
| 2011        | Nittany Lions de Penn State | Fr.         | 11 | 03  | 0 29    | 09,7    | 0       | -       | -     | -                    | -                    | 0                    | 0                    |  |         |         |
| 2012        | Nittany Lions de Penn State | So.         | 12 | 77  | 1 018   | 13,2    | 11      | -       | -     | -                    | -                    | 0                    | 0                    |  |         |         |
| 2013        | Nittany Lions de Penn State | Jr.         | 12 | 97  | 1 432   | 14,8    | 06      | 6       | 36    | 6,0                  | 0                    | 0                    | 0                    |  |         |         |
| Totaux NCAA | Totaux NCAA                 | Totaux NCAA | 35 | 177 | 2 479   | 14,0    | 17      | 6       | 36    | 6,0                  | 0                    | 0                    | 0                    |  |         |         |

### Professionnelles
| Année              | Équipe                  | MJ  |                | Passes réceptionnées | Passes réceptionnées | Passes réceptionnées | Passes réceptionnées |                | Courses        | Courses        | Courses | Courses |  | Fumbles | Fumbles |
| Année              | Équipe                  | MJ  | Nb.            | Yards                | Moy.                 | TD                   | Nb.                  | Yards          | Moy.           | TD             | Nb.     | Perdus  |  |         |         |
| 2014               | Jaguars de Jacksonville | 10  | 048            | 0 548                | 11,4                 | 02                   | -                    | -              | -              | -              | 0       | 0       |  |         |         |
| 2015               | Jaguars de Jacksonville | 16  | 080            | 1 400                | 17,5                 | 14                   | -                    | -              | -              | -              | 0       | 0       |  |         |         |
| 2016               | Jaguars de Jacksonville | 16  | 073            | 0 883                | 12,1                 | 06                   | -                    | -              | -              | -              | 1       | 0       |  |         |         |
| 2017               | Jaguars de Jacksonville | 01  | 01             | 0 17                 | 17,0                 | 0                    | -                    | -              | -              | -              | 0       | 0       |  |         |         |
| 2018               | Bears de Chicago        | 13  | 055            | 0 754                | 13,7                 | 04                   | 1                    | 9              | 9              | 0              | 1       | 1       |  |         |         |
| 2019               | Bears de Chicago        | 16  | 098            | 1 147                | 11,7                 | 07                   | 1                    | 2              | 2              | 0              | 0       | 0       |  |         |         |
| 2020               | Bears de Chicago        | 16  | 102            | 1 250                | 12,3                 | 06                   | 1                    | -1             | -1             | 0              | 0       | 0       |  |         |         |
| 2021               | Bears de Chicago        | 12  | 038            | 0 410                | 10,8                 | 01                   | -                    | -              | -              | -              | 0       | 0       |  |         |         |
| 2022               | Rams de Los Angeles     | 10  | 033            | 0 339                | 10,3                 | 03                   | -                    | -              | -              | -              | 0       | 0       |  |         |         |
| 2023               | Steelers de Pittsburgh  | 17  | 034            | 0 280                | 08,2                 | 0                    | -                    | -              | -              | -              | 0       | 0       |  |         |         |
| 2024               | Giants de New York      | ?   | Saison à venir | Saison à venir       | Saison à venir       | Saison à venir       | Saison à venir       | Saison à venir | Saison à venir | Saison à venir | ?       | ?       |  |         |         |
| Totaux en carrière | Totaux en carrière      | 127 | 562            | 7 028                | 12,5                 | 43                   | 3                    | 10             | 3,3            | 0              | 2       | 1       |  |         |         |

| Année              | Équipe                  | MJ |              | Passes réceptionnées | Passes réceptionnées | Passes réceptionnées | Passes réceptionnées |            | Courses    | Courses    | Courses | Courses |  | Fumbles | Fumbles |
| Année              | Équipe                  | MJ | Nb.          | Yards                | Moy.                 | TD                   | Nb.                  | Yards      | Moy.       | TD         | Nb.     | Perdus  |  |         |         |
| 2017               | Jaguars de Jacksonville | 0  | N'a pas joué | N'a pas joué         | N'a pas joué         | N'a pas joué         | car blessé           | car blessé | car blessé | car blessé | -       | -       |  |         |         |
| 2018               | Bears de Chicago        | 1  | 10           | 143                  | 14,3                 | 1                    | -                    | -          | -          | -          | 0       | 0       |  |         |         |
| 2020               | Bears de Chicago        | 1  | 06           | 055                  | 09,2                 | 0                    | -                    | -          | -          | -          | 0       | 0       |  |         |         |
| 2023               | Steelers de Pittsburgh  | 1  | 2            | 12                   | 6,0                  | 0                    | -                    | -          | -          | -          | 0       | 0       |  |         |         |
| Totaux en carrière | Totaux en carrière      | 3  | 18           | 210                  | 11,7                 | 1                    | -                    | -          | -          | -          | 0       | 0       |  |         |         |

## Vir privée
Robinson a été élevé par Tracie et Allen Robinson Sr. Il a une sœur prénommée Ashley.
Il était étudiant en télécommunications à Penn State où il s'intéressait à la diffusion sportive et au coaching.
Pendant son séjour à Jacksonville, Robinson a créé la Within Reach Foundation, qui soutient des programmes d'éducation pour les enfants,
Robinson est apparu dans un épisode de la saison 6  de la série télévisée Ink Master.